# Mânzălești
Mânzălești – wieś w Rumunii, w okręgu Buzău, w gminie Mânzălești. W 2011 roku liczyła 685 mieszkańców.